# Heinrich Barlage
Heinrich Barlage (* 6. Dezember 1891 in Nordhorn; † 18. April 1968 ebenda) war ein deutscher Politiker (CDU).

## Leben und Beruf
Nach dem Besuch der katholischen Volksschule bildete Barlage sich mit Privatunterricht und Abendkursen an einer kaufmännischen Fachschule fort. 1905 begann er eine kaufmännische Ausbildung in Spinnerei und Weberei, die er 1907 mit der Gehilfenprüfung abschloss. Anschließend arbeitete er als Kaufmannsgehilfe im Textilgewerbe in Nordhorn, Münster und Rheine. Er leistete seit 1913 Wehrdienst und nahm von 1914 bis 1918 als Soldat am Ersten Weltkrieg teil. Während des Krieges wurde er in Frankreich und Russland eingesetzt, zuletzt im Rang eines Vizefeldwebels.
Barlage arbeitete von 1919 bis 1924 als Buchhalter bei der Firma Ludwig Povel & Co. in Nordhorn. Im Anschluss nahm er eine Tätigkeit als selbständiger Baustoffgroßhändler auf. Er wurde 1942 bei der Schutzpolizei dienstverpflichtet und war seit 1945 Leiter der Nordhorner Polizei. Als Mitbegründer war er bis 1952 Vorstandsmitglied des Niedersächsischen Städtebundes. Barlage betätigte sich im katholischen Vereinswesen der Stadt Nordhorn und geriet als Vorsitzender des Katholischen Kaufmännischen Vereins (KKV) ins Visier der Osnabrücker Gestapo. Er führte die mitgliederstarke Nordhorner Ortsgruppe von mindestens Anfang 1928 bis zur zwangsweisen Auflösung 1936.

## Partei
Wie sein Vater betätigte sich Heinrich Barlage in der katholischen Zentrumspartei, der er 1924 offiziell beitrat, und auf deren Liste er später Nordhorner Bürgervorsteher wurde. 1931 wurde er stellvertretender Ortsvorsitzender der Partei. Vom Januar 1933 bis 1936 war Barlage Senator der Stadt Nordhorn, zunächst für die Zentrumspartei, später als Parteiloser. 1940 beantragte er die Aufnahme in die NSDAP, wurde aber abgelehnt.
Barlage zählte Ende 1945 zu den Mitbegründern der CDU in Nordhorn und wurde zum Vorsitzenden des CDU-Kreisverbandes Grafschaft Bentheim gewählt.

## Abgeordneter
Barlage wurde 1923 in den Rat der Gemeinde Altendorf gewählt und war von 1929 bis 1943 Ratsmitglied der Stadt Nordhorn. 1930 kam das Zentrumsmitglied auf einen Wahlvorschlag von Zentrum und SPD in den Grafschafter Kreisausschuss.
Von 1953 bis 1957 war er Mitglied des Deutschen Bundestages. Er ist als direkt gewählter Abgeordneter des Wahlkreises Emsland in den Bundestag eingezogen.

## Öffentliche Ämter
Barlage war in den 1920er-Jahren Beigeordneter der Gemeinde Altendorf, von 1929 bis 1934 Mitglied des Magistrats der Stadt Nordhorn und dort anschließend stellvertretender Bürgermeister. Von 1948 bis 1952 amtierte er schließlich als Bürgermeister der Stadt Nordhorn. 